# Sambor (hromada)
Sambor – hromada terytorialna w rejonie samborskim obwodu lwowskiego Ukrainy. Siedzibą hromady jest miasto Sambor.

## Miejscowości hromady
W skład hromady wchodzi miasto Sambor i 4 miejscowości:
- Sambor – miasto rejonowe
- Biłaki
- Dąbrówka
- Strzałkowice
- Waniowice